# Плотников, Михаил Михайлович
Михаил Михайлович Пло́тников (1901—1992) — патриарх ленинградской школы архитектурной реставрации, по проектам которого были восстановлены после Великой Отечественной войны многие памятники пригородов Петербурга (в частности, расположенные вдоль Петергофской дороги).

## Биография
Родился в 1901 году в Санкт-Петербурге. 
По окончании в 1943 году ЛИЖСА имени И. Е. Репина работал в НПО «Реставратор». В 1948—1953 годах курировал реставрацию дворцово-паркового ансамбля в Ораниенбауме, подчас в формах, далёких от предвоенных (см. Каменное зало). Составил проекты воссоздания интерьеров Елагина, Шуваловского и Аничкова дворцов. В 1952—1985 годах руководил восстановительными работами в Гатчине. 
Умер в 1992 году. Похоронен в Санкт-Петербурге на Красненьком кладбище.

## Награды и премии
- Государственная премия РСФСР в области архитектуры (1972) — за воссоздание и реставрацию выдающихся памятников истории и культуры Ленинграда и его пригородов